# Osterøy
Osterøy é uma comuna da Noruega, com 254 km² de área e 7 207 habitantes (censo de 2005).         